# ارمبویه
ارمبویه، روستایی از توابع بخش مرکزی شهرستان پاکدشت در استان تهران ایران است
لینک مستند معرفی:
https://legacy.telewebion.com/episode/0xea97566

## جمعیت
این روستا در دهستان فیلستان قرار دارد و براساس سرشماری مرکز آمار ایران در سال ۱۳۸۵، جمعیت آن ۱٬۵۷۷ نفر (۳۸۲خانوار) بوده‌است.